# Fort Stonewall
Fort Stonewall fue un fuerte construido por el estado de Alabama en 1862 en el actual condado de Clarke, durante la Guerra de Secesión estadounidense. Fort Stonewall fue construido en el río Alabama por esclavos africanos para proteger el interior de Alabama en caso de que Mobile fuera capturado por las fuerzas de la Unión. Al mismo tiempo, se construyeron fuertes adicionales para defenderse de los avances de la Unión por el río Tombigbee y para proteger las salinas cercanas. El fuerte nunca vio ninguna acción militar y fue destruido al final de la Guerra de Secesión. Movimientos de tierra y un cañón es todo lo que existe hoy en el sitio, que se encuentra en una propiedad privada.

## Antecedentes
Después de la captura de Nueva Orleans en 1862, Mobile se convirtió en el último puerto importante en el este del Golfo de México. Posteriormente, Mobile se convirtió en el centro de la evasión del bloqueo naval en el Golfo de México, recibiendo importaciones del Caribe y convirtiéndose en un importante salvavidas para la economía confederada. El gobierno confederado comenzó a fortalecer las defensas terrestres para proteger la ciudad de ataques terrestres y fortaleció Fort Morgan y Fort Gaines. 
Después de la caída de Nueva Orleans, algunos ciudadanos de Mobile huyeron al interior de Alabama por temor a que Estados Unidos pronto atacara Mobile. Los refugiados de Misisipi también se establecieron cerca de Choctaw Bluff en el río Alabama en el condado de Clarke. En respuesta a estos temores, el estado de Alabama y el gobierno confederado comenzaron a construir fuertes para proteger el interior de Alabama de la invasión federal. Se construiría un fuerte en Choctaw Bluff para evitar cualquier avance por el río Alabama, que proporcionaba acceso a Selma Naval Ordnance Works y Montgomery. Se construyeron otros fuertes a lo largo del río Tombigbee en Oven Bluff y el sitio de Fort Carney. Estos fuertes no sólo impedirían el avance por el Tombigbee hacia Alabama y Misisipi, sino que también proporcionarían defensa a las salinas del condado de Clarke. Los manantiales de sal en el condado de Clarke se han utilizado desde principios del período del Misisipi y se volvieron importantes para la Confederación debido a la escasez de sal causada por el bloqueo de la Unión. En respuesta, el estado de Alabama construyó salinas que incluían un hospital, un cementerio, viviendas para trabajadores y tiendas.

## Historia

### Construcción
En el otoño de 1862, el gobernador John Gill Shorter ordenó la construcción de fuertes en los acantilados Choctaw, Oven y Carney. El fuerte Choctaw Bluff fue construido 91 pies (27,7 m) sobre el río Alabama. La ubicación se eligió en una curva del río para exponer un barco al fuego de artillería mientras se acercaba, pasaba y dejaba de ver el fuerte. El capitán Ebenezer Farrand de la Armada de los Estados Confederados inicialmente supervisó la construcción de los fuertes y luego, en la primavera de 1863, la oficina de ingenieros de Mobile recibió el mando de los fuertes. El teniente coronel Victor von Scheliha, un nativo de Prusia que sirvió como ingeniero jefe del Departamento del Golfo y fue responsable de una serie de defensas alrededor de Mobile, fue asignado como ingeniero jefe sobre los fuertes por el general de brigada Danville Leadbetter el 31 de enero de 1863. Después de von Scheliha, el coronel James W. Robertson recibió el mando de la construcción. El 17 de junio de 1863, el general de división Dabney H. Maury ordenó que el fuerte de Choctaw Bluff se llamara Fort Stonewall en honor a Stonewall Jackson y que el fuerte de Oven Bluff se llamara Fort Sidney Johnston en honor a Albert Sidney Johnston.

Von Scheliha consideraba que Fort Stonewall era un modelo de defensa fluvial. En 1868, describió el diseño del fuerte como:
Dos barrancos, que discurrían casi en ángulo recto con el río, facilitaron el montaje de dos cañones a cinco pies por encima de la marca del nivel del agua. Todas las demás armas se colocaron en recámaras hundidas en el terreno natural y situadas en diferentes planos verticales y horizontales, formando así terrazas en escalón . La posición debía estar protegida en la retaguardia por una línea fuerte de bastiones. Desde el desfile de la obra, las comunicaciones bien cubiertas conducían a las distintas cámaras de armas, que estaban comunicadas entre sí por una galería de cuatro pies de ancho y seis pies de alto. Desde estas galerías, un corto ramal conducía a los almacenes de servicio establecidos para cada arma; el polvorín principal fue construido en uno de los muchos barrancos dentro del recinto del lugar. Un pesado pretil, que proporcionaba una protección perfecta a los fusileros que apuntaban a las portillas de los barcos enemigos, se extendía de una recámara a otra, sirviendo al mismo tiempo como una travesía contra cualquier fuego enfilador. Las provisiones se almacenaron en almacenes a prueba de bombas; había salas de cirugía, cocinas y pozos a prueba de bombas; Se habían erigido pesadas travesías contra el fuego enfilado o el fuego en reversa donde se consideraba necesario.
Fort Sidney Johnston estaba ubicado 8 millas (12,9 km) al oeste de Fort Stonewall. Una carretera militar con un campamento militar ubicado en el centro conectaba los fuertes. Además de los fuertes en sí, se colocaron obstrucciones en el río Tombigbee cerca de Fort Sidney Johnston. No se pudieron colocar obstrucciones en el río Alabama cerca de Fort Stonewall y, como resultado, Fort Stonewall se construyó más grande que Fort Sidney Johnston.
En el otoño de 1863, se completó la construcción de ambos fuertes. El coste total de construcción de Fort Stonewall fue de aproximadamente 10 000 dólares de los Estados Confederados.

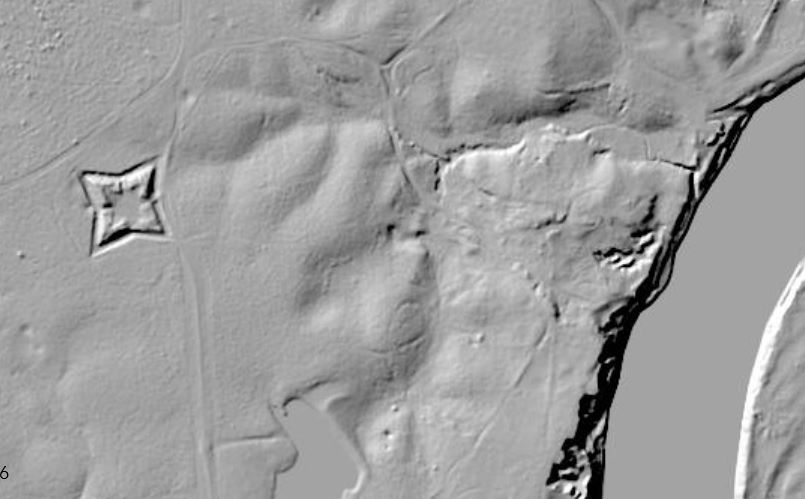
Mapa de sombreado LiDAR de 2018 que muestra el recinto de Fort Stonewall a la izquierda y el río Alabama a la derecha.

#### Trabajo esclavo
Los fuertes Stonewall y Sidney Johnston fueron construidos por afroestadounidenses esclavizados que fueron sujetos a levas por el estado de Alabama. Los esclavos fueron traídos de los condados centrales de Alabama de Marengo, Greene, Tuscaloosa, Perry, Sumter, Dallas, Clarke, Choctaw y Lowndes y trabajaron bajo la supervisión del gobierno confederado. Los propietarios de esclavos de estos condados debían proporcionar esclavos, raciones para veinte días, palas y hachas. El estado proporcionó el transporte de estos esclavos desde sus condados de origen hasta los lugares del fuerte en barcos de vapor. Una vez expirados sus términos de servicio, los esclavos eran devueltos a sus dueños y reemplazados por nuevos esclavos. El gobernador Shorter escribió cartas a los propietarios de esclavos implorando su patriotismo en una solicitud para que los esclavos trabajaran más tiempo del requerido.
Los esclavos que construyeron los fuertes Stonewall y Sidney Johnston tenían médicos que se aseguraban de que pudieran completar su trabajo y había ciudadanos privados que postulaban para ocupar estos puestos.[4]

### Uso militar

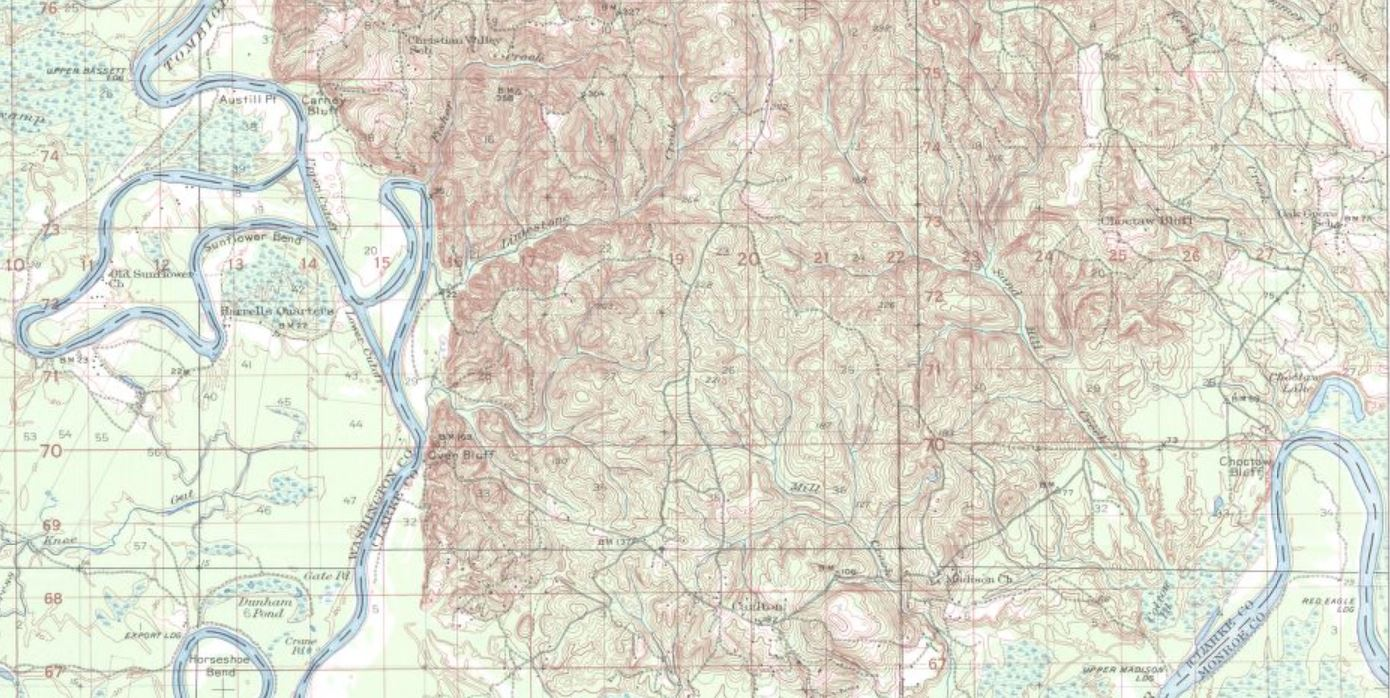
Mapa del Departamento de Defensa de EE. UU. de 1945 que muestra Choctaw Bluff (centro derecha), Oven Bluff (centro izquierda) y Carney Bluff (superior izquierda).

Mientras Fort Stonewall estaba en construcción, el ejército confederado comenzó a guarnecerlo con tropas. Los 21.º Voluntarios de Infantería de Alabama, 1.er Batallón, compañías A, B, C y F, bajo el mando del coronel Charles DeWitt Anderson, fueron asignados a los fuertes Stonewall y Sidney Johnston desde Fort Morgan el 6 de octubre de 1862. Estas empresas fueron transferidas de forma intermitente entre los dos fuertes y defensas de Mobile hasta junio de 1863. El 20 de diciembre de 1862, un total de 244 soldados estaban guarnecidos en los fuertes Stonewall y Sidney Johnston, y las compañías de la 21.ª Infantería proporcionaban artillería pesada para los fuertes. El teniente coronel James M. Williams tomó el mando de Fort Stonewall del 6 al 23 de mayo de 1863. Desde el 23 de mayo al 6 de junio, Williams recibió el mando de Fort Sidney Johnston. Mientras Williams estaba al mando de ambos fuertes, su esposa vivía cerca de Fort Sidney Johnston antes de regresar a Mobile. El 22 de julio de 1863 se suspendieron las operaciones en ambos fuertes y sus soldados fueron reasignados a las defensas de Mobile. El ejército confederado suspendió las operaciones en los fuertes debido a una variedad de factores, incluido el avance del Ejército de la Unión desde Jackson, Misisipi, la construcción de fortificaciones más fuertes en los tramos superiores de la bahía de Mobile que retrasarían cualquier avance de la Unión y el hecho de que los fuertes Los sitios se consideraban insalubres cuando hacía calor. En 1864, la artillería fue retirada de Fort Stonewall y trasladada a Mobile. Después de la batalla de la bahía de Mobile, los fuertes Stonewall y Sidney Johnston fueron nuevamente guarnecidos con tropas. La Compañía de Stanford, Mississippi Light Artillery, fue transferida a Fort Stonewall después de la batalla de Nashville y estuvo estacionada allí hasta que se rindió bajo el mando del teniente general Richard Taylor, en Citronelle, al final de la guerra civil estadounidense.
Los fuertes Stonewall y Sidney Johnston no solo fueron vitales para proteger el interior de Alabama del avance de la Unión, sino que también brindaron protección a las salinas en el condado de Clarke y a los astilleros en Oven Bluff (otras fuentes afirman que las obras de barcos estaban en McIntosh Bluff en el  condado de Washington). El gobierno del condado de Clarke y el estado de Alabama operaban salinas en el condado de Clarke que empleaban a más de 1000 trabajadores. Varios guardias militares de las salinas también sirvieron en Fort Stonewall. La sal producida en estas salinas se enviaba a través de Alabama, Georgia y Misisipi. Se construyeron embarcaciones en el río Tombigbee después de la captura de Nueva Orleans debido a la idea de que Mobile necesitaría defensas adicionales para un posible ataque. Se construyeron un aserradero, un molino y una herrería para apoyar las obras de barcos en Oven Bluff. Se construyeron al menos cuatro barcos (conocidos como «barcos Bigbee»). Dos de estos barcos medían 160 pies (48,8 m) de largo y se completaron parcialmente antes de ser enviados a Mobile. Un tercero, 180 pies (54,9 m) el barco estaba en construcción cuando fue quemado para evitar su captura por las fuerzas de la Unión en abril de 1865. El gobierno confederado destruyó un barco adicional y las fábricas de barcos ante los avances militares de la Unión.
Fort Stonewall nunca vio acción militar, pero después de la batalla de Spanish Fort varias cañoneras confederadas intentaron huir por el río Alabama hacia la seguridad de Fort Stonewall. Estos barcos nunca completaron su viaje y fueron entregados en la isla Nannahubba, cerca del nacimiento del río Mobile. Fort Stonewall estuvo guarnecido hasta que Mobile cayó en manos de las fuerzas de la Unión. El 14 de abril de 1865, los cargadores de Fort Stonewall fueron explotados por orden de su comandante en jefe, el coronel William R. Miles. Al día siguiente, Miles ordenó que el cargador en Fort Sidney Johnston (que también comandaba) fuera explotado antes de retirar sus fuerzas a Demopolis.

### Posguerra

Vista adicional del fusil Brooke de Fort Sidney Johnston en exhibición en Jackson, Alabama.

Después del final de la guerra civil estadounidense, el sitio de Fort Stonewall volvió a ser propiedad privada. En 1923, George C. Colton, propietario de la tierra que incluía Fort Stonewall, ofreció fusiles Brooke de los sitios de Fort Stonewall y Fort Sidney Johnston al gobierno de Alabama. Estos fusiles fueron traídos desde sus ubicaciones en barcos draga. En el camino, el rifle de Fort Sidney Johnston fue adquirido por la ciudad de Jackson, Alabama. El rifle estaba montado frente al ayuntamiento, donde permanece hoy. Un marcador histórico indica que el rifle, número de serie S-96, fue construido en Selma Naval Ordnance Works e incluye las iniciales del Comandante Catesby ap Roger Jones.
El fusil Brooke de Fort Stonewall fue transportado a Montgomery. Todavía en 1937, el fusil yacía en el barro al borde del río Alabama al final de Commerce Street.
Un fusil adicional de Fort Stonewall, S-95, estaba frente a una casa privada cerca del sitio del fuerte en 1987.
El sitio de Fort Stonewall se encuentra actualmente en una propiedad privada y es inaccesible al público.